# Duas Ribeiras

A Duas Ribeiras é um curso de água português, localizado na freguesia açoriana das Cinco Ribeiras, concelho da Angra do Heroísmo, ilha Terceira, arquipélago dos Açores.
Este curso de água encontra-se geograficamente localizado na parte Sul da ilha Terceira e tem a sua origem a cerca de 950 metros de altitude nos contrafortes do vulcão da Serra de Santa Bárbara, a maior formação geológica da ilha Terceira que se eleva a 1021 metros acima do nível do mar e faz parte de bacia hidrográfica gerada pela própria montanha.  
Este curso de água drena uma vasta bacia hidrográfica que com inicio nas imediações da Lagoa das Patas, do Pico das Duas, e do Pico dos Padres. Atravessa a areia geográfica entre a freguesia das Cinco Ribeiras e de São Bartolomeu e precipita-se no Oceano Atlântico na zona denominada Pesqueiro do cimo de uma falésia com cerca de 60 metros de altura. 